# Omasuyos (provins)

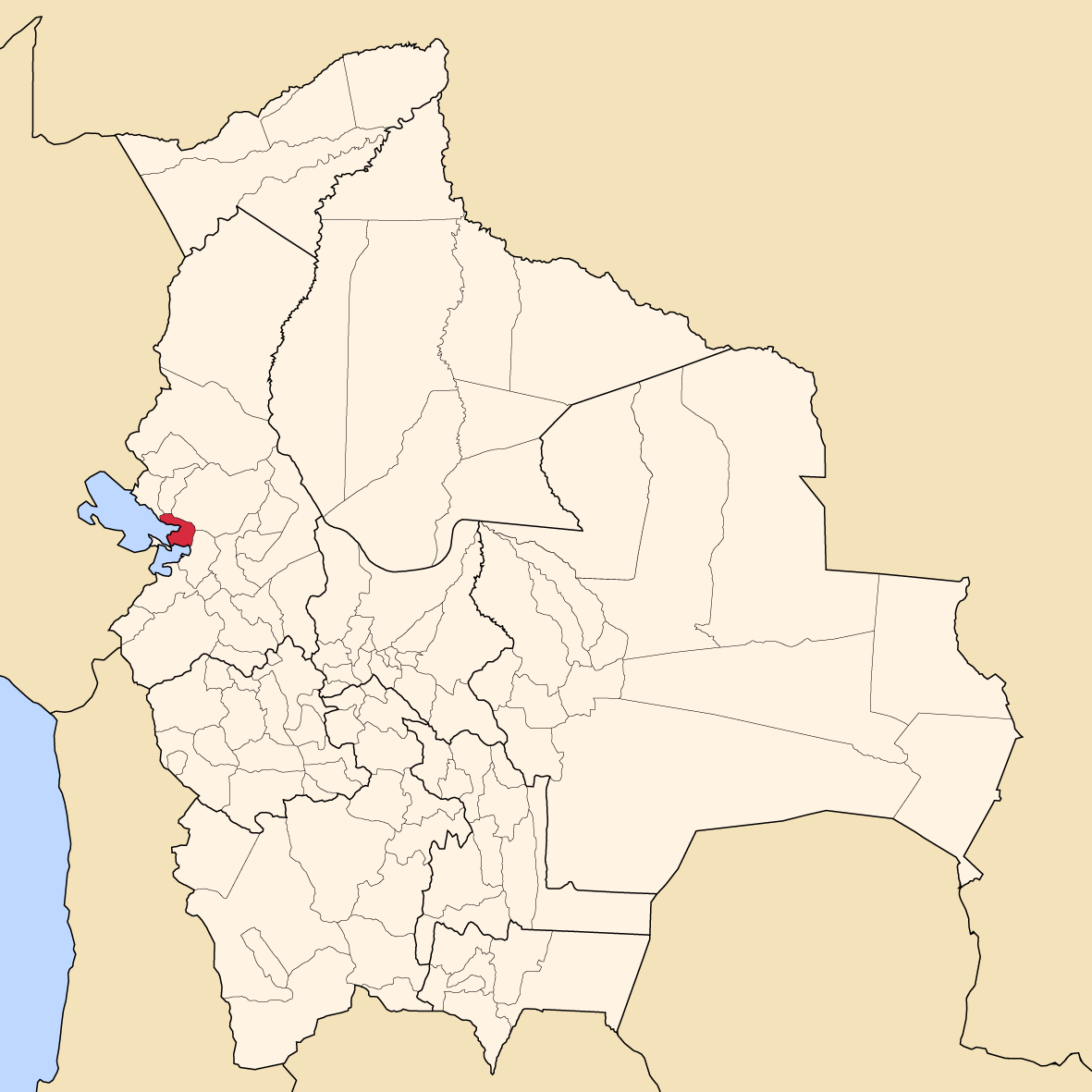
Provinsens läge i Bolivia

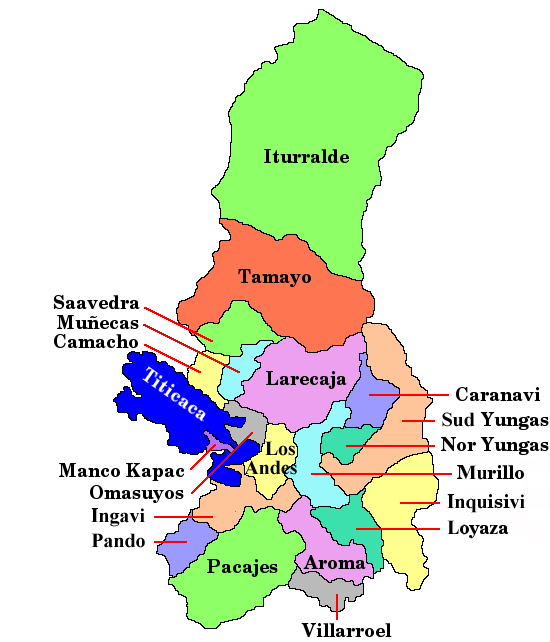
Provinser i La Paz

Omasuyos är en provins i departementet La Paz i Bolivia. Den administrativa huvudorten är Achacachi.